# Степанівська сільська рада (Березівський район)
Степа́нівська сільська́ ра́да — колишня адміністративно-територіальна одиниця та орган місцевого самоврядування в Березівському районі Одеської області. Адміністративний центр — село Степанівка.

## Загальні відомості
Степанівська сільська рада утворена в 1989 році.
- Територія ради: 148,66 км²
- Населення ради: 1 530 осіб (станом на 2001 рік)
- Територією ради протікає річка Тилігул

## Населені пункти
Сільській раді підпорядковані населені пункти:
- с. Степанівка
- с. Донська Балка
- с. Донське
- с. Карнагорове
- с. Косівка
- с. Танівка
- с. Червоне
- с. Чорногірка

## Населення
За переписом населення 2001 року в селі мешкало 1529 осіб.

### Мова
Розподіл населення за рідною мовою за даними перепису 2001 року:
| Мова       | Відсоток |
| ---------- | -------- |
| українська | 94,77 %  |
| російська  | 1,7 %    |
| молдовська | 1,31 %   |
| вірменська | 0,92 %   |
| гагаузька  | 0,46 %   |
| білоруська | 0,33 %   |
| циганська  | 0,26 %   |
| болгарська | 0,2 %    |
| німецька   | 0,07 %   |

## Склад ради
Рада складається з 17 депутатів та голови.
- Голова ради: Матієць Тетяна Іванівна
- Секретар ради: Михайлова Надія Петрівна

### Керівний склад попередніх скликань
| Прізвище, ім'я, по батькові | Основні відомості                                                         | Дата обрання | Дата звільнення |
| --------------------------- | ------------------------------------------------------------------------- | ------------ | --------------- |
| Матієць Тетяна Іванівна     | Сільський голова, 1964 року народження, освіта вища, член Народної партії | 26.03.2006   | 31.10.2010      |
| Матієць Тетяна Іванівна     | Сільський голова, 1964 року народження, освіта вища, член Народної партії | 31.10.2010   |                 |

Примітка: таблиця складена за даними сайту Верховної Ради України

### Депутати
За результатами місцевих виборів 2010 року депутатами ради стали:

#### За суб'єктами висування
| Суб'єкт висування | Кількість обраних депутатів | %    |
| ----------------- | --------------------------- | ---- |
| Партія регіонів   | 8                           | 47,1 |
| Самовисування     | 6                           | 35,3 |
| Народна партія    | 3                           | 17,6 |

#### За округами
| № округу        | Прізвище, ім'я, по батькові   | Дата визнання обраним | Освіта  | Партійна приналежність | Відомості про обраного депутата                         |
| --------------- | ----------------------------- | --------------------- | ------- | ---------------------- | ------------------------------------------------------- |
| Народна Партія  |                               |                       |         |                        |                                                         |
| 9               | Таран Лариса Миколаївна       | 02.11.2010            | середня | член Народної партії   | ПП «Чорногірське», технік штучного запліднення          |
| 12              | Верепа Денис Вікторович       | 02.11.2010            | вища    | член Народної партії   | ПП «Чорногірське», бригадир тракторної бригади          |
| 16              | Гришкова Марія Василівна      | 02.11.2010            | середня | член Народної партії   | ПП «Чорногірське», відділ кадрів                        |
| Партія регіонів |                               |                       |         |                        |                                                         |
| 1               | Семенчук Віктор Миколайович   | 02.11.2010            | середня | член Партії регіонів   | Березівське РВ ГУМВС, міліціонер УТТ                    |
| 2               | Вітюк Віктор Володимирович    | 02.11.2010            | середня | член Партії регіонів   | пенсіонер                                               |
| 4               | Михайлова Надія Петрівна      | 02.11.2010            | вища    | член Партії регіонів   | Степанівська сільська рада, секретар                    |
| 7               | Гокера Марія Григорівна       | 02.11.2010            | вища    | член Партії регіонів   | фермер                                                  |
| 8               | Салада Людмила Василівна      | 02.11.2010            | середня | член Партії регіонів   | приватний підприємець                                   |
| 10              | Поляков Сергій Євгенійович    | 02.11.2010            | середня | член Партії регіонів   | тимчасово не працює                                     |
| 15              | Курмей Віктор Миколайович     | 02.11.2010            | середня | член Партії регіонів   | ПП «Чорногірське», водій                                |
| 17              | Войтенко Микола Михайлівна    | 02.11.2010            | середня | член Партії регіонів   | ПП «Чорногірське», водій                                |
| Самовисування   |                               |                       |         |                        |                                                         |
| 3               | Ганченко Олександр Михайлович | 02.11.2010            | середня | позапартійний          | тимчасово не працює                                     |
| 5               | Арсеньєва Наталія Юхимівна    | 02.11.2010            | вища    | позапартійна           | тимчасово не працює                                     |
| 6               | Вінцюк Станіслав Іванович     | 02.11.2010            | середня | позапартійний          | тимчасово не працює                                     |
| 11              | Супрунович Наталія Миколаївна | 02.11.2010            | середня | член Народної партії   | ПП «Чорногірське», технік штучного запліднення          |
| 13              | Кулінець Марія Михайлівна     | 02.11.2010            | вища    | позапартійна           | Чорногірська загальноосвітня школа, заступник директора |
| 14              | Герелюк Михайло Іванович      | 02.11.2010            | вища    | позапартійний          | Чорногірська загальноосвітня школа, директор            |